# Die Geliebte des Teufels
Die Geliebte des Teufels (Originaltitel Lída Baarová) ist ein tschechisch-slowakischer Spielfilm von Filip Renč aus dem Jahr 2016 mit Tatiana Pauhofová als Lída Baarová, Karl Markovics als Joseph Goebbels und Gedeon Burkhard als Gustav Fröhlich. Der Film kam im Januar 2016 in die tschechischen und slowakischen sowie am 15. April 2016 in die österreichischen Kinos. Die Erstausstrahlung im ORF erfolgte am 9. November 2019.

## Handlung
Der Film handelt von der Beziehung zwischen der tschechoslowakischen Schauspielerin Lída Baarová und Joseph Goebbels. In Rückblicken erzählt die greise Baarová vor ihrem Tod in Salzburg im Jahr 2000 einer jungen Journalistin, der Enkelin ermordeter Juden, ihre Lebensgeschichte.
Die junge Lída Baarová ist in ihrer Heimat bereits eine bekannte Darstellerin. Um die große Karriere zu machen, fährt sie mit ihrer ebenso ehrgeizigen Mutter 1934 von Prag nach Berlin zu einem Vorsprechen mit Ernst Hugo Correll für den Film Barcarole, der unter anderem im Studio Babelsberg gedreht wird. Sie wird von der UFA engagiert, ihr Filmpartner wird Gustav Fröhlich, der bald auch ihr Geliebter wird. Die Schauspielerin erregt auch die Aufmerksamkeit von Joseph Goebbels, der als Reichspropagandaminister auch für den Film zuständig ist. Zwischen den beiden entwickelt sich eine Affäre. Lída wird von Goebbels, der sogar überlegt, seine Frau zu verlassen, unterstützt und hat großen Erfolg. Die Affäre nimmt ein jähes Ende, als Magda Goebbels, die zunächst ein Dreiecksverhältnis akzeptiert, bei Adolf Hitler interveniert. Die Baarová wird fallen gelassen. Ohne Goebbels Unterstützung darf Lída nun weder weiter Filme drehen noch das Reich verlassen.
Ihr gelingt schließlich nach den Novemberpogromen 1938 mit Unterstützung des Regieassistenten Hans Fischer die Flucht in die Heimat. Nach dem Ende des Zweiten Weltkrieges wird sie als Nazi-Kollaborateurin inhaftiert und wegen Hochverrats angeklagt, ihr droht der Galgen. Ihre Mutter verstirbt bei einem Verhör, ihre Schwester Zorka Janů, ebenfalls eine Schauspielerin, nimmt sich das Leben, nachdem sie aufgrund der Verwandtschaft mit Lída angefeindet wird und keine Arbeit mehr findet. Ihr Vater opfert wegen Lída ein krankes Bein, um  sie in letzter Sekunde vor dem Galgen zu retten, indem er beim Ministerium für Gerechtigkeit vorspricht und um Begnadigung bittet. Dem Gesuch wird stattgegeben, und Lída kommt frei.

## Synchronisation
Die deutsche Synchronisation übernahm die Kölner Tonstudio Krauthausen GmbH.
| Rolle            | Darsteller      | Synchronsprecher     |
| ---------------- | --------------- | -------------------- |
| Ljuba Hermannová | Evženie Nízká   | Anna-Christina Reske |
| Magda Goebbels   | Lenka Vlasáková | Susanne Reuter       |

## Produktion

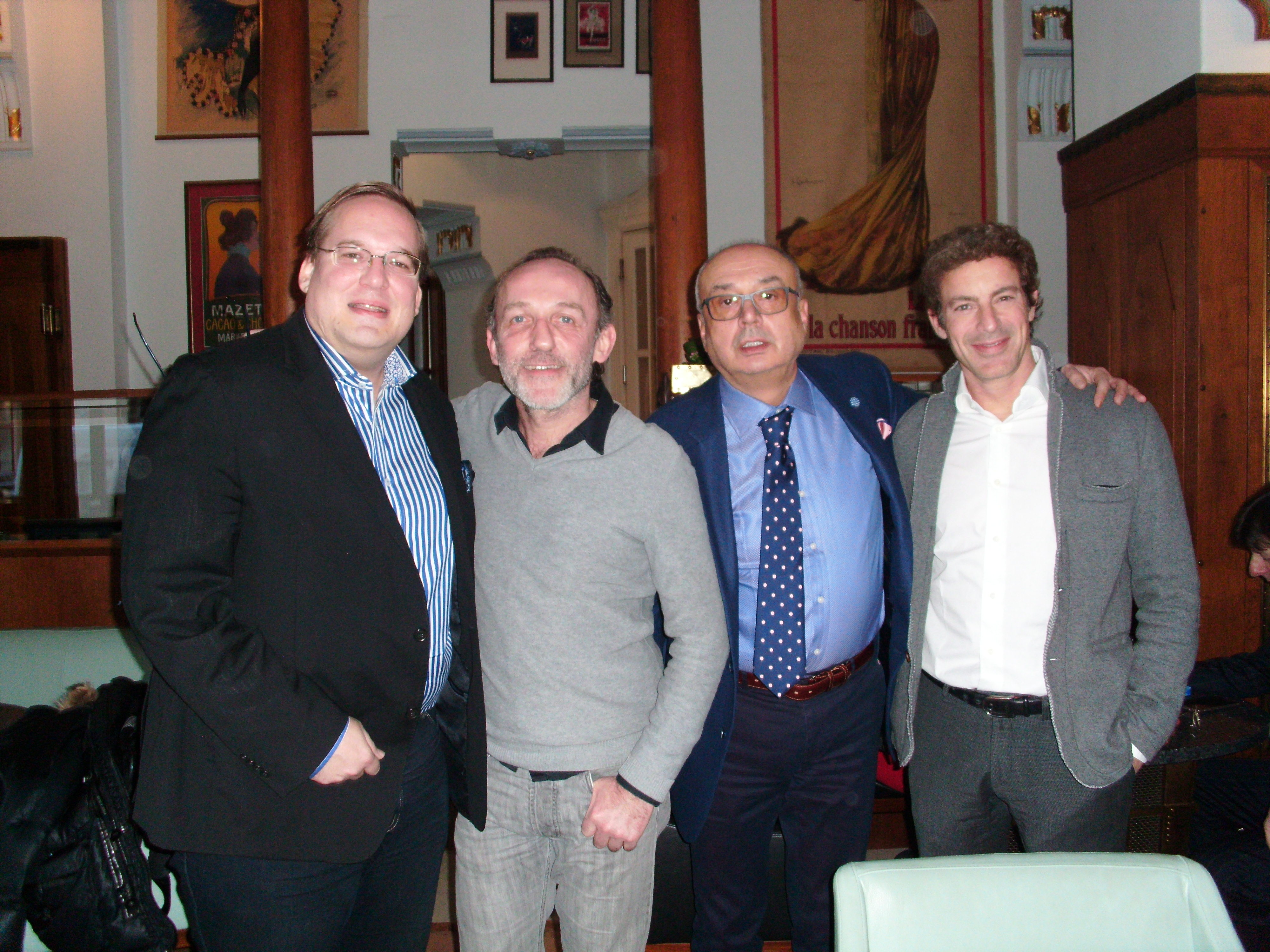
Filip Albrecht, Karl Markovics, Peter Kovárčík und Gedeon Burkhard

Die Dreharbeiten fanden vom 3. April 2015 bis zum 6. Juni 2015 statt, gedreht wurde in Tschechien, Frankreich und Deutschland. Drehorte waren neben Prag und Brünn auch Špindlerův Mlýn, wo die Szenen, die in Davos spielen, entstanden sind. Szenen die im Studio Babelsberg spielen wurden in den Filmstudios Barrandov gedreht.
Produziert wurde der Film von der tschechischen NOGUP Agency, Koproduzenten waren die tschechische Daniel Severa Production und die slowakische Arina Film Production. Für die Ausstattung zeichnete Zdeněk Flemming verantwortlich und für das Kostümbild Jan Růžička.

## Rezeption
Norbert Mayer bezeichnete den Film in der Tageszeitung Die Presse als kitschiges Melodram. Das Politische würde hier mit Kitsch überklebt, statt Furcht und Elend des Dritten Reichs dominierten schöne Bilder. Etwas realistischer seien die Szenen gegen Ende, als der einstige Star in der Nachkriegszeit in der Tschechoslowakei inhaftiert wird. Intensiv wären vor allem die Zwischenschnitte mit der greisen Baarová, dargestellt von Zdenka Hartmann-Procházková.
Ähnlich urteilte Jörg Schiffauer, der im Ray Filmmagazin schrieb, dass Filip Renč den Film primär als großes Melodram in opulenter Ausstattung in Szene gesetzt habe. Man sei versucht, auf der formalen Ebene den Vergleich mit einschlägigen UFA-Produktionen zu ziehen. Renč zeichne ein Bild Baarovás als vornehmlich naive Frau, deren einziger Fehler es laut Eigendefinition war, sich in den falschen Mann verliebt zu haben. Unbedarftheit in diesem Ausmaß erscheine als fahrlässiger Umgang mit der historischen Wahrheit.

## Auszeichnungen und Nominierungen
Český lev 2016
- Nominierung in der Kategorie Beste Nebendarstellerin (Simona Stasová)
- Nominierung in der Kategorie Bestes Szenenbild (Zdeněk Flemming)
- Nominierung in der Kategorie Beste Filmmusik (Ondřej Soukup)